# フィールズ・グッド・マン
『フィールズ・グッド・マン』は2020年のアメリカ合衆国のドキュメンタリー映画である。
本作は、漫画のキャラクター『カエルのペペ』が、インターネット・ミーム化してドナルド・トランプが大統領になる一因となり、原作者であるマット・フューリーがイメージの奪還に奔走する様子を、アニメーションを織り交ぜて描いている。

## ストーリー
マット・フューリーの漫画「ボーイズ・クラブ」はもともとカルトな人気を博していた。しかし主人公のカエルのペペが放ったセリフ「feels good man（フィールズ・グッド・マン ＝ 気持ちいいぜ）」が受け、4chanに多数の改変されたペペが投稿されてミーム化していく。いつしかペペはオルタナ右翼のマスコットとして掲示板やSNSで祭り上げられヘイトシンボルと見なされるようになっていく。原作者のマットはペペのイメージ奪還に乗り出す。

## 評価
映画評論家の森直人は朝日新聞に寄せた批評の中で、本作を現代の無邪気な闇の写し鏡と表現している。